# 만리화
만리화는 물푸레나무과에 딸린 갈잎 떨기나무이다. 한반도 특산종이다.